# شترگلو (خانه)
شتر گلو مربوط به دوره قاجار و خانه خاندان میرحسینی، رضوی نژاد ماهانی و رضوی نعمت‌اللهی است و در ماهان، داخل شهر واقع شده و این اثر در تاریخ ۱۸ مهر ۱۳۵۶ با شمارهٔ ثبت ۱۵۶۵ به‌عنوان یکی از آثار ملی ایران به ثبت رسیده‌است. در مرکز ساختمان شترگلو ماهان حوضخانه‌ای زیبا که با سقف بلند و گنبدی شکل و مقرنس کاری شده، قرار دارد.

## سازه شترگلو
شترگلو به نوعی سازه آبی سنتی گفته می‌شود که کار انتقال آب را از مکانی به مکان دیگر انجام می‌دهد، به نوعی که اگر در مسیر آب موانعی مانند جاده، رودخانه و… قرار گرفته باشد، به گونه‌ای که سطح مانع از مسیر آب پایین‌تر باشد، می‌توان با احداث شترگلو به راحتی آب را منتقل نمود. عملکرد شترگلوها به عنوان سازه‌های آبی سنتی، به نوعی شبیه به عملکرد سیفون‌های معکوس به عنوان سازه‌های آبی امروزی می‌باشد. در گذشته برای اینکه امنیت باغ‌ها و خانه‌هایی که در مسیر آب قنات‌ها و چشمه‌ها قرار داشتند تأمین شود، ورودی و خروجی آب را به گونه‌ای طراحی می‌کردند که هیچ موجود زنده‌ای نتواند وارد شود. برای این منظور در زیر دیوار خانه، کانالی به شکل زاویه منفرجه می‌ساختند تا آب از یک سمت با ارتفاع مناسبی پایین رفته و از سمت دیگر بنا به قاعده ظروف مرتبط بالا بیاید و از آنجا که شکل این کانال‌ها به گردن و گلوی شتر شباهت دارد به چنین سازه‌ای «شترگلو» می‌گفتند.

## معماری
عمارت شترگلو دو قسمت شاه‌نشین و اندرونی دارد. عمارت شاه‌نشین این مجموعه روبه‌روی «حرم شاه نعمت‌الله ولی» قرار گرفته‌است. بالای عمارت شاه‌نشین دو بادگیر مرتفع و یک کلاه فرنگی قرار گرفته و سقف داخلی آن نیز با یزدی‌بندی زیبایی تزئین شده‌است. عمارت شترگلو دارای چند حیاط است، که حیاط شمالی انارستان و حیاط جنوبی نارنجستان بوده و یکی از موارد قابل توجه در این عمارت جریان دائمی آب درون بنا در سرتاسر عمارت بوده‌است. وجود درهای ارسی زیبا و حجره‌های تو در تو از دیگر موارد قابل توجه این بنای فاخر و تاریخی است.

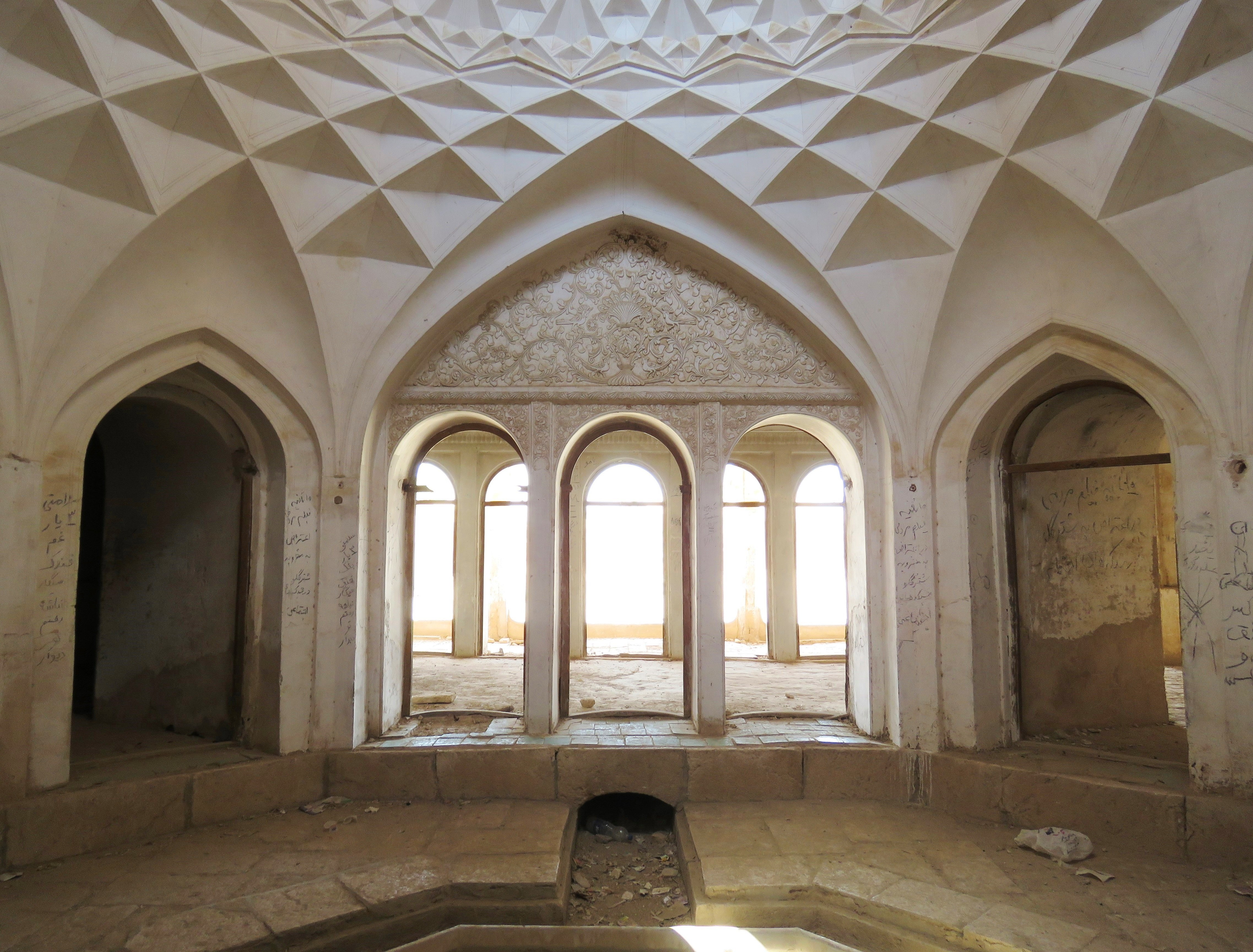
حوضخانه

حوض‌خانه‌ای با سقف بلند و گنبدی شکل و مقرنس‌کاری شده در مرکز ساختمان شترگلو وجود دارد. در پیرامون این حوض‌خانه علاوه بر اتاق‌ها و رواق‌هایی که به‌وسیله گچ‌بری‌های زیبا آراسته شده‌اند، دهلیزهایی به منظور هدایت جریان هوا از دو بادگیر قرینه و زیبا، پس از عبور از خنکای آبی که دایماً از یک فواره می‌جوشد و در حوض و پاشویه‌ها جاری می‌شود، به فضاهای اطرافی که به‌خاطر استراحت ساکنان خانه در روزهای گرم تابستان پیش‌بینی شده، جاسازی شده‌است. این دهلیزها یکی از هوشمندانه‌ترین جلوه‌های هنری و تدارکات خلاق مهندسان و معماران ایرانی را در مبارزه اندیشمندانه با گرمای تابستان پیرامون کویر در معرض دید مردم به نمایش گذاشته‌است.
در ساخت این عمارت از آجرهای سفالی در پوشش سقف استفاده شده و دارای شیب‌بندی مناسب و دقیق است که این امر باعث محفوظ ماندن ساختمان از نفوذ آب باران شده‌است. نگاره‌های با ارزش در گچ‌بری، مقرنس‌کاری، تارمی‌های آجری، سنگ‌فرش فضاهای داخلی

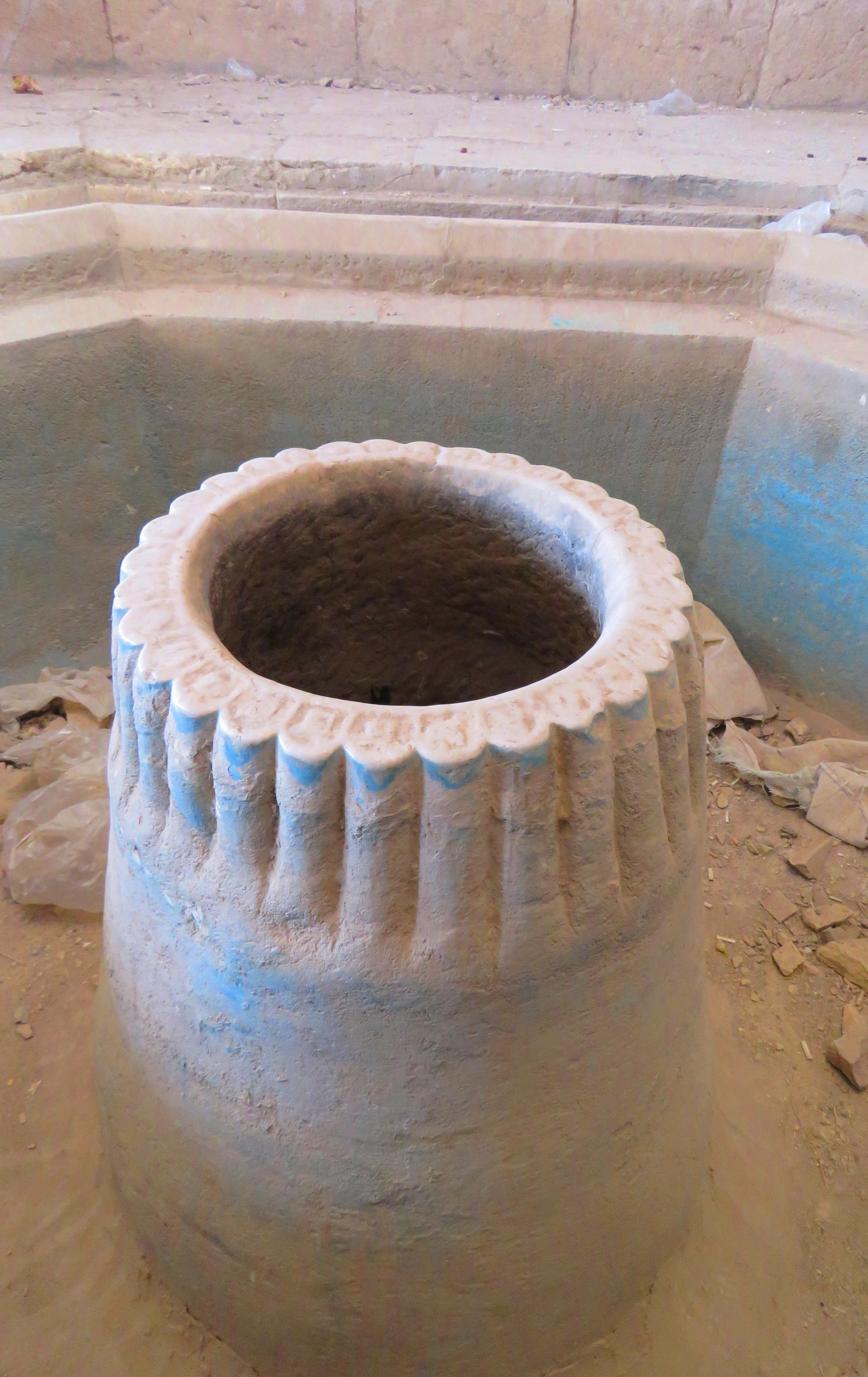
فواره آب حوضخانه

حوض‌خانه، درهای چوبی زیبا همراه با شیشه‌های شبکه‌دار و رنگی، ستون‌ها و سرستون‌های زیبا که با گچ‌بری‌های هنرمندان آراسته شده‌اند، آجرکاری‌های زیبا در نمای بیرونی، نوع مصالح به کار رفته در مسیر آب، فضای پر درخت پیرامون ساختمان و غیره وجود دارد.

## نگارخانه

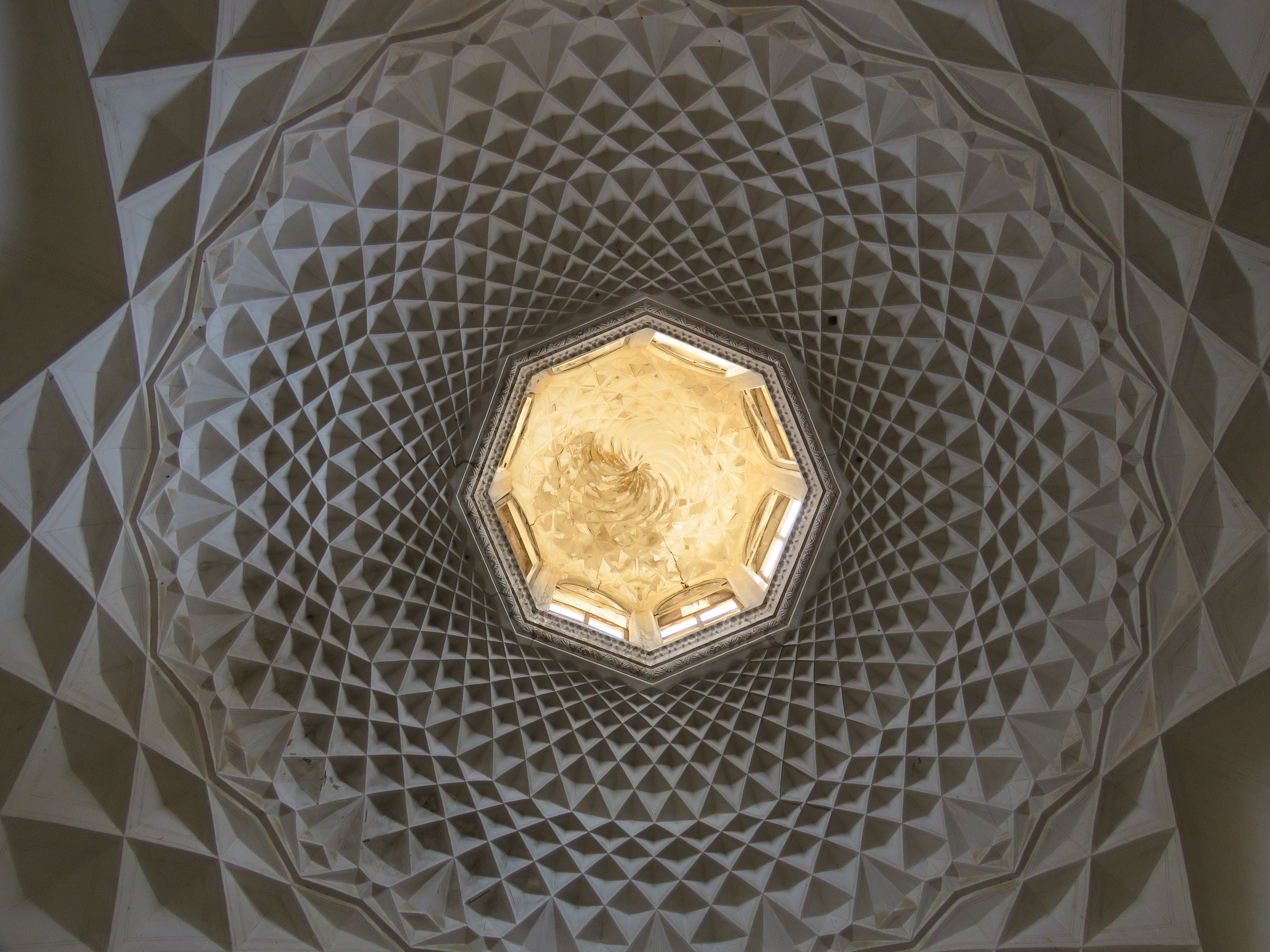
سقف حوضخانه عمارت شترگلو ماهان
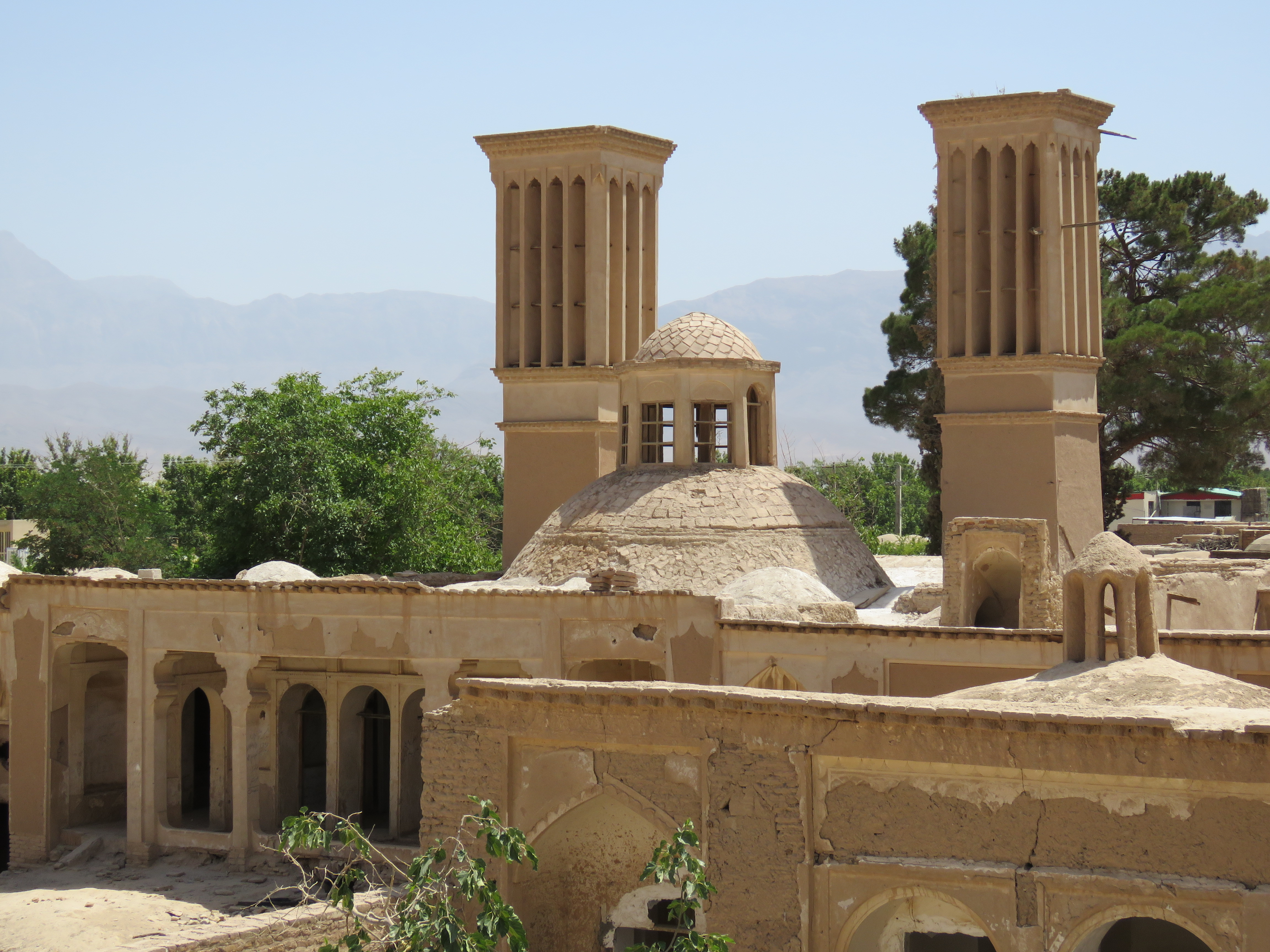
عمارت شترگلو ماهان
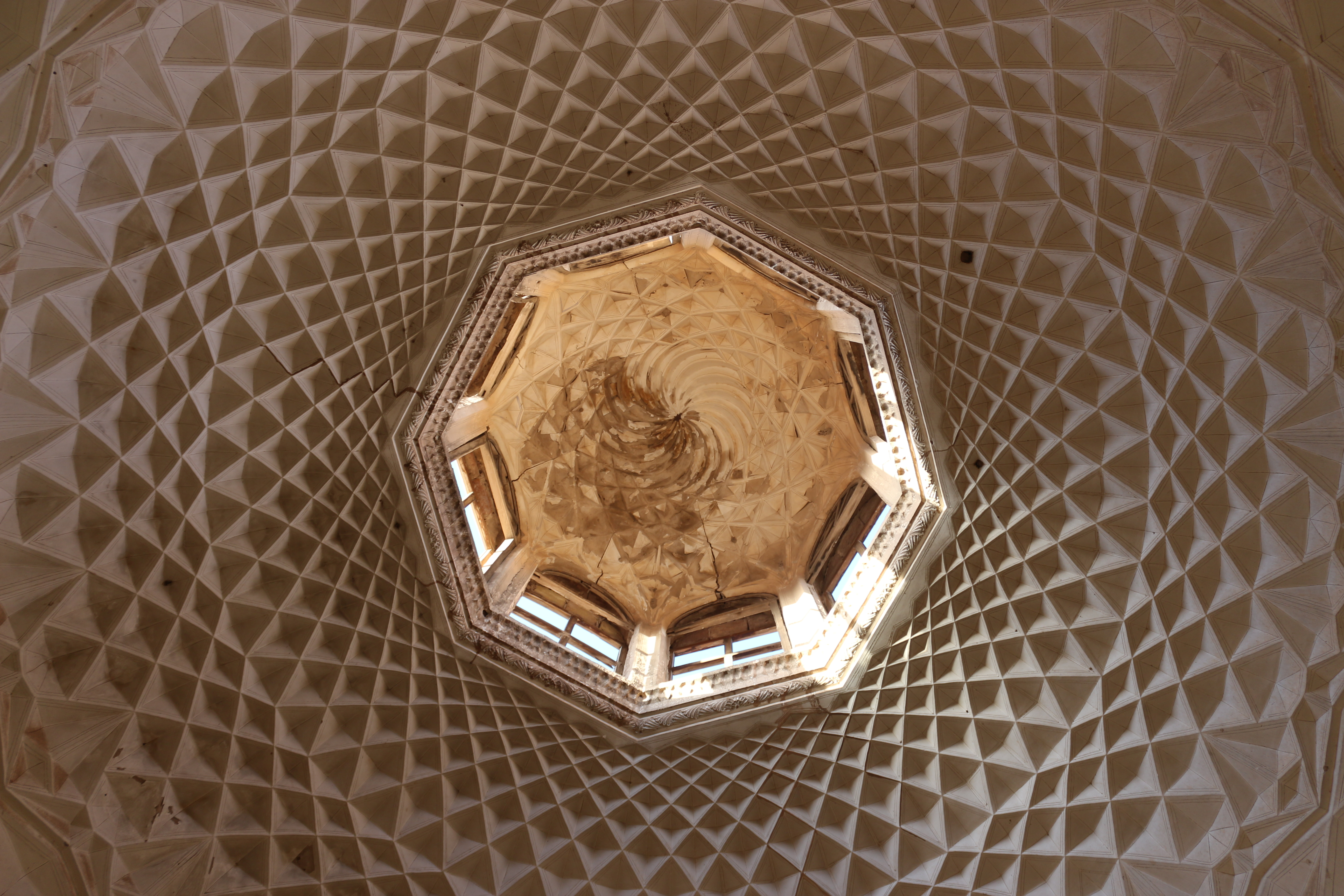
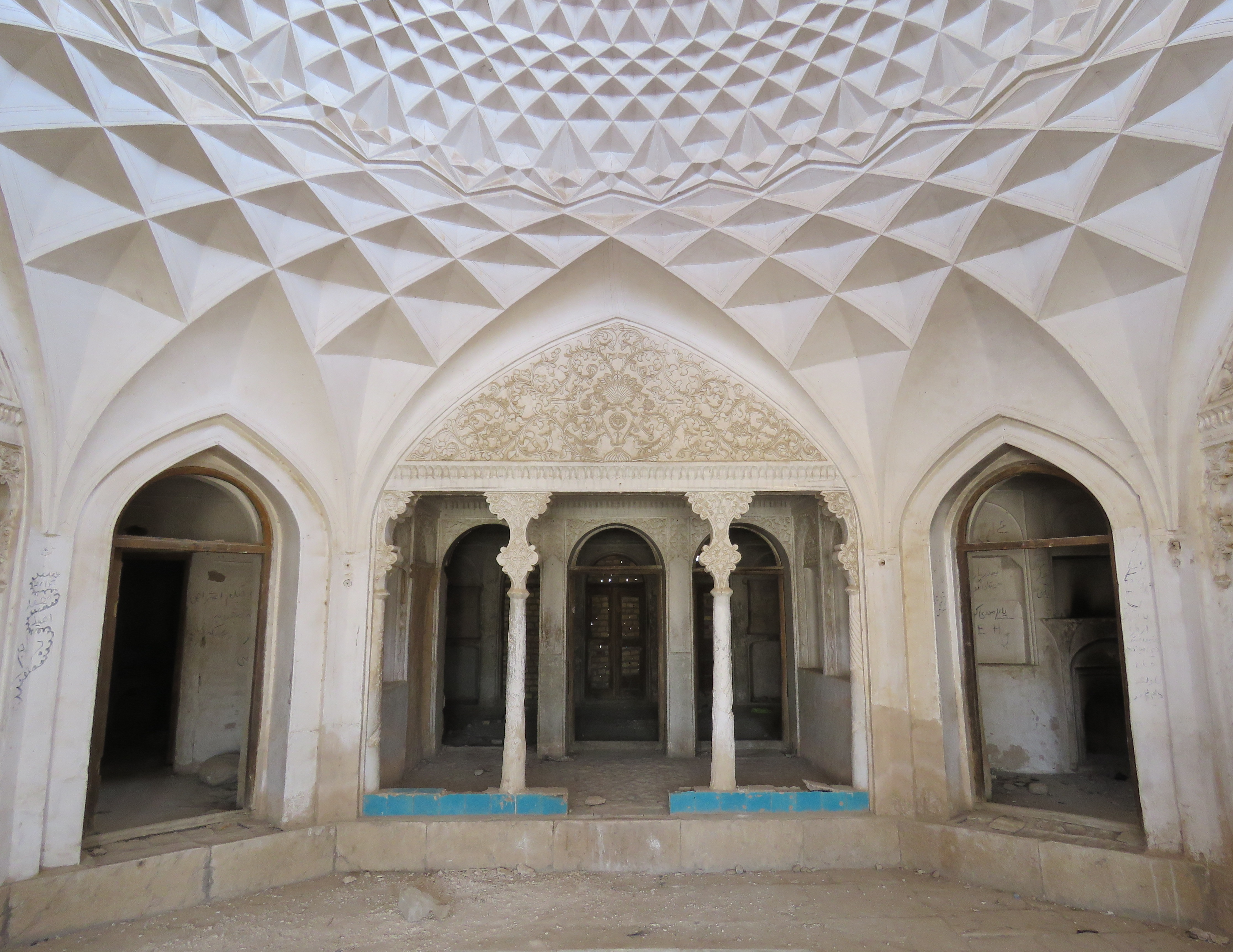
حوضخانه عمارت شترگلو ماهان
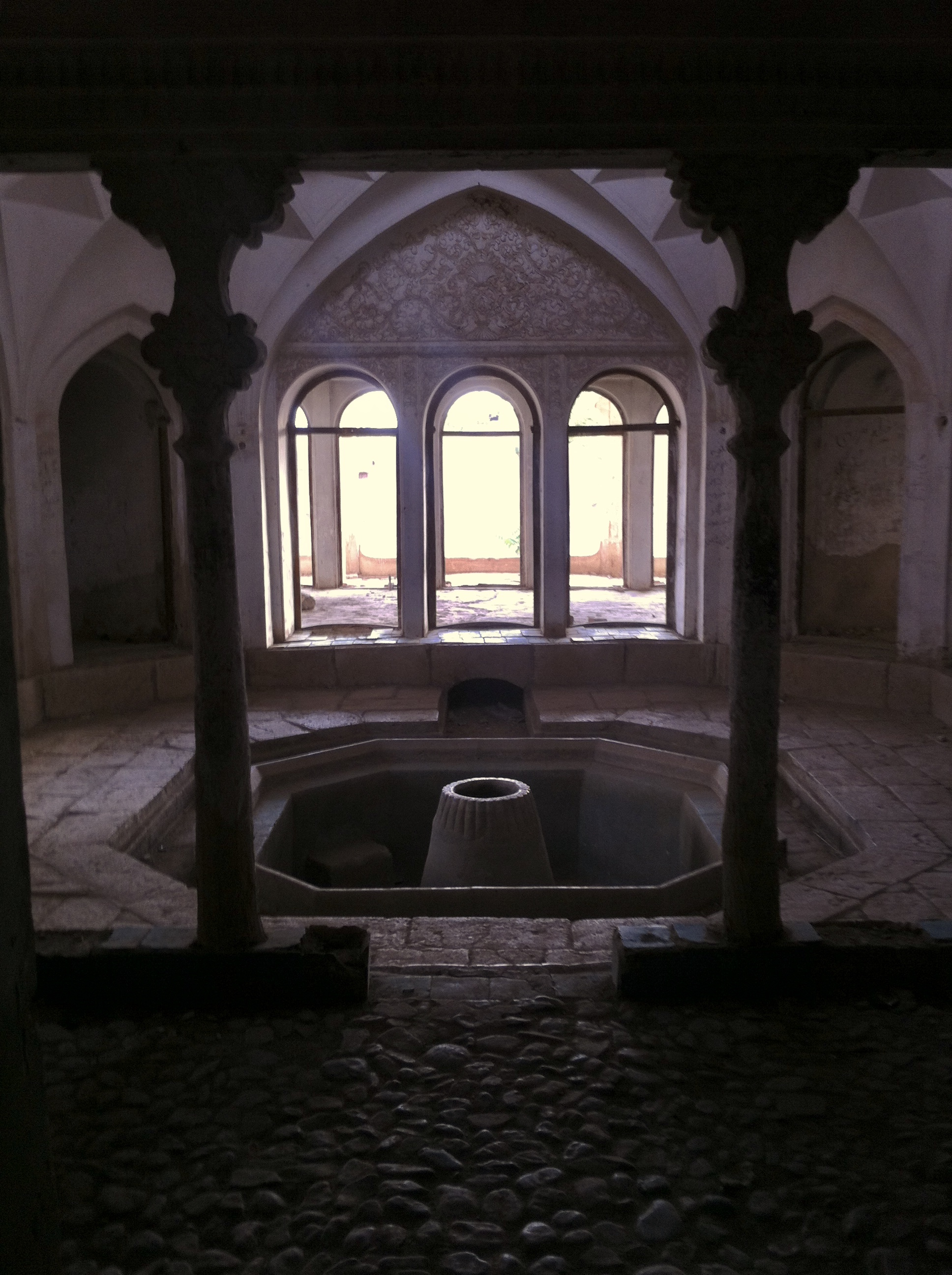
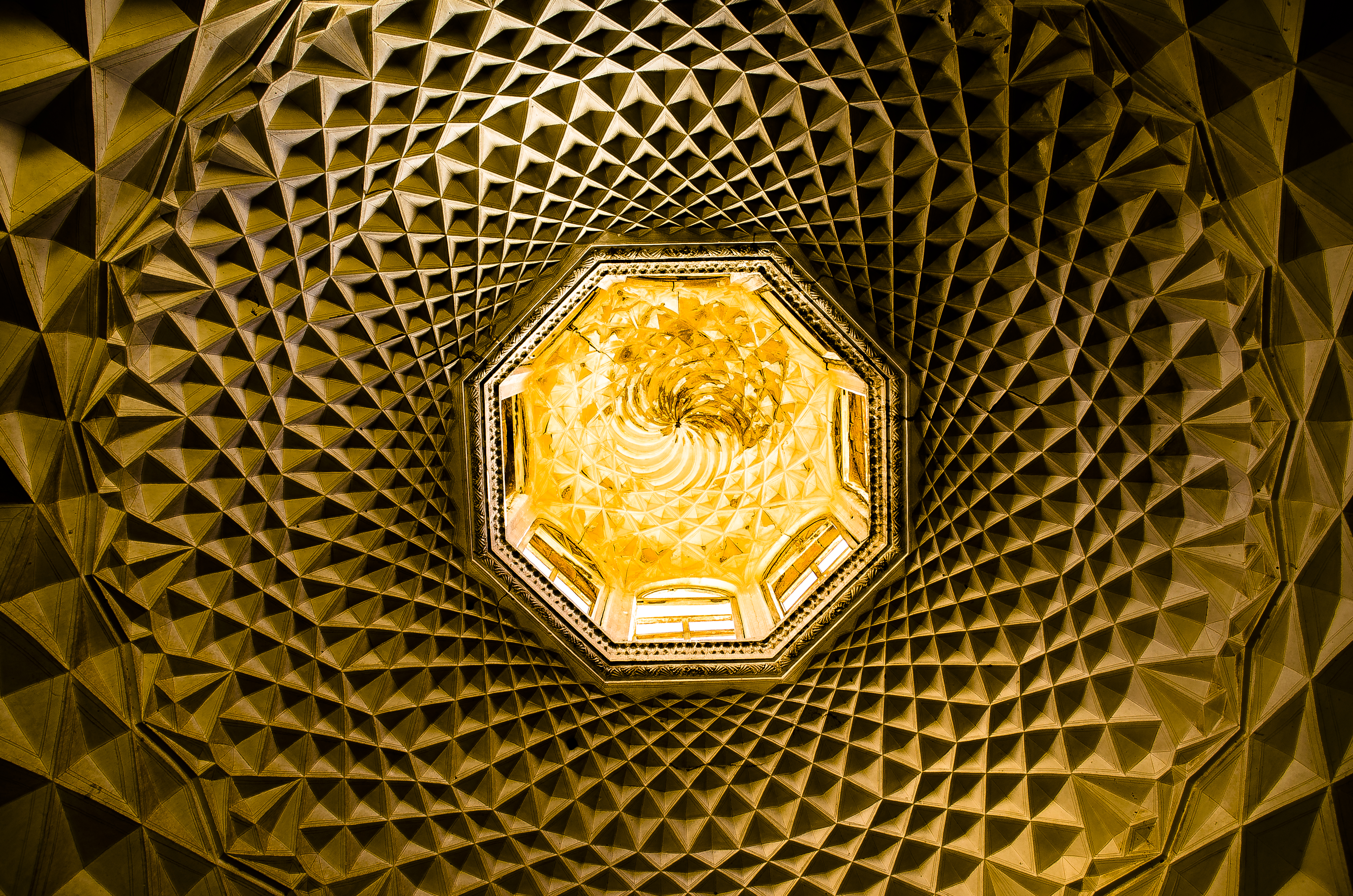
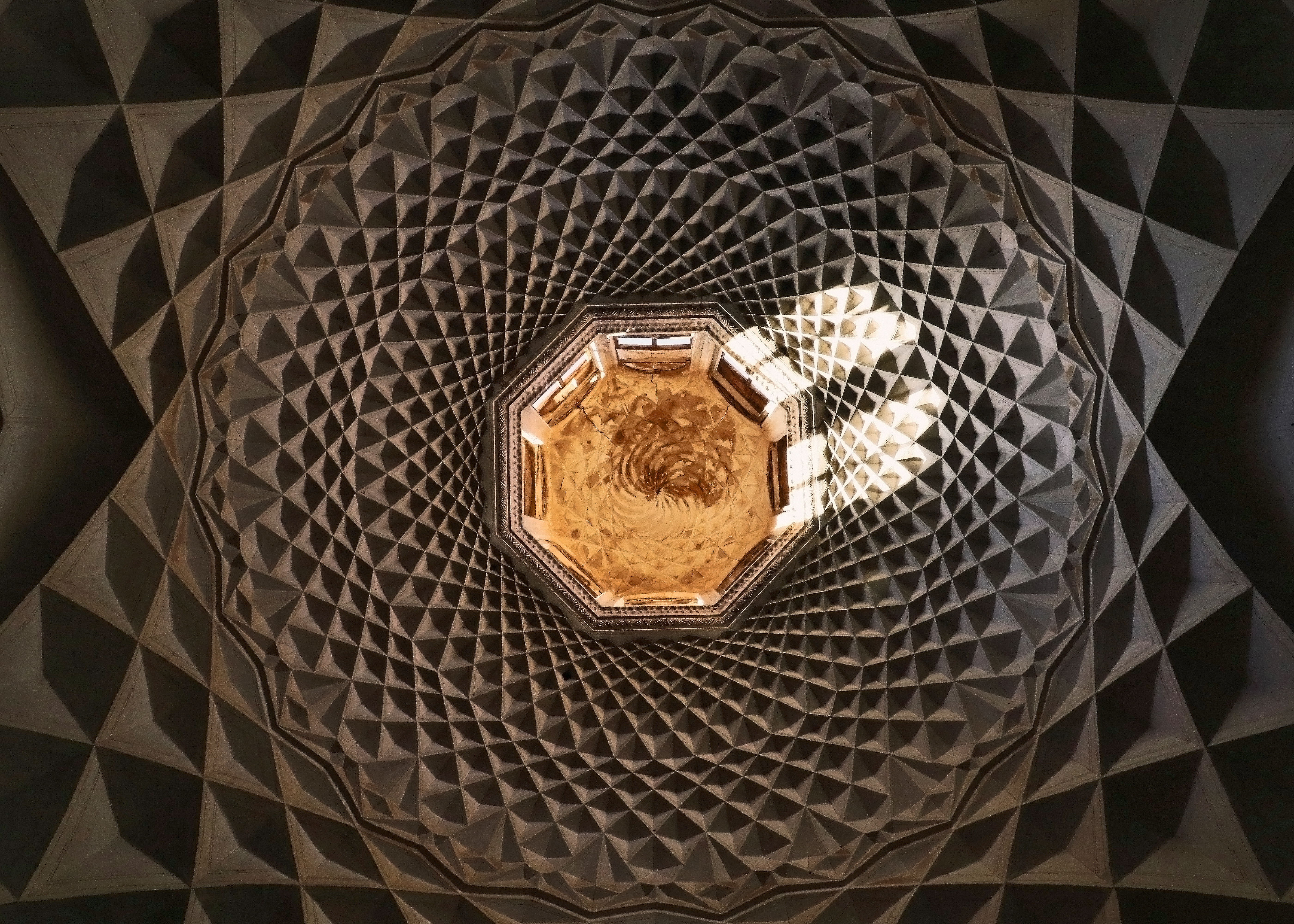
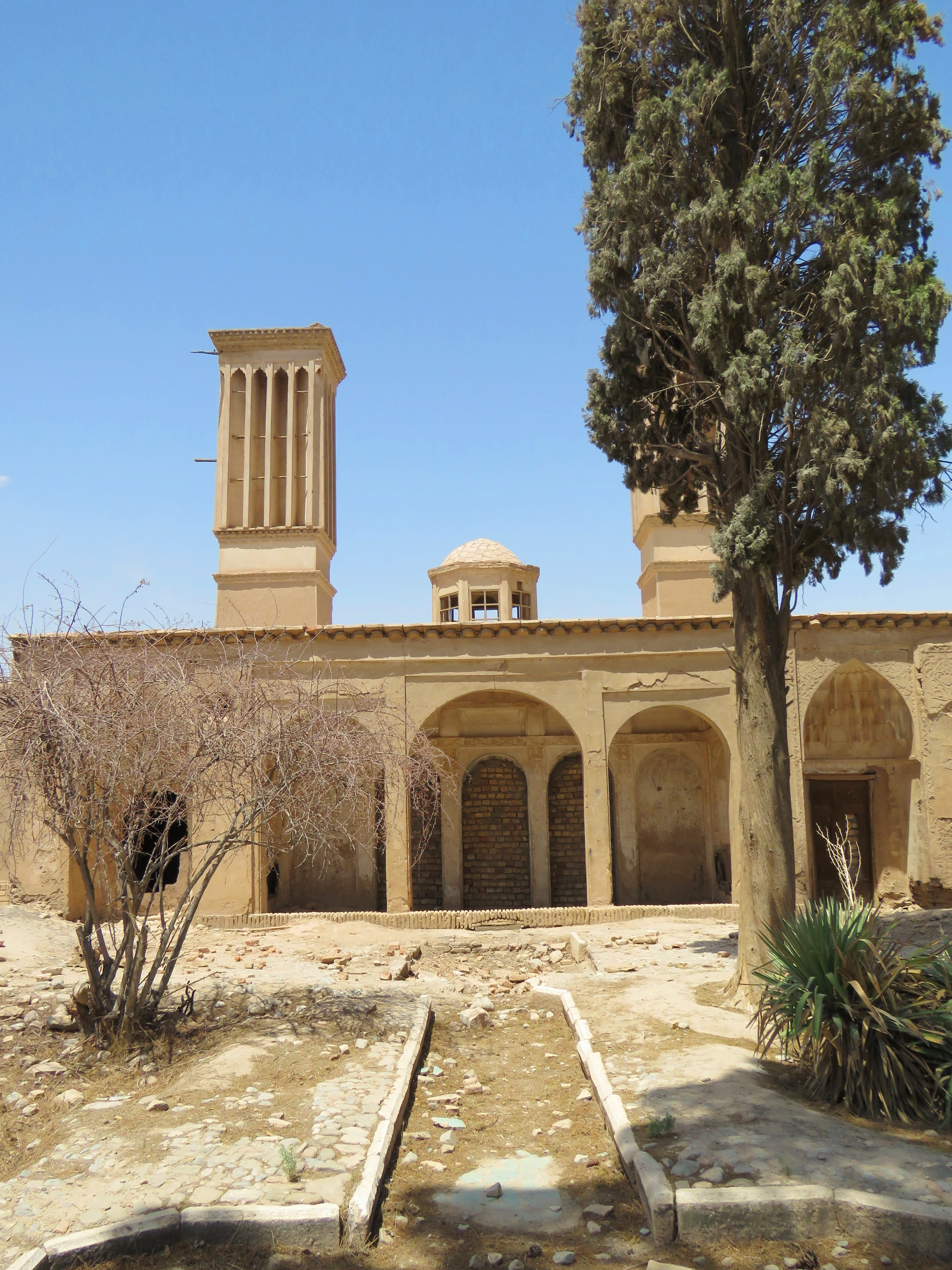
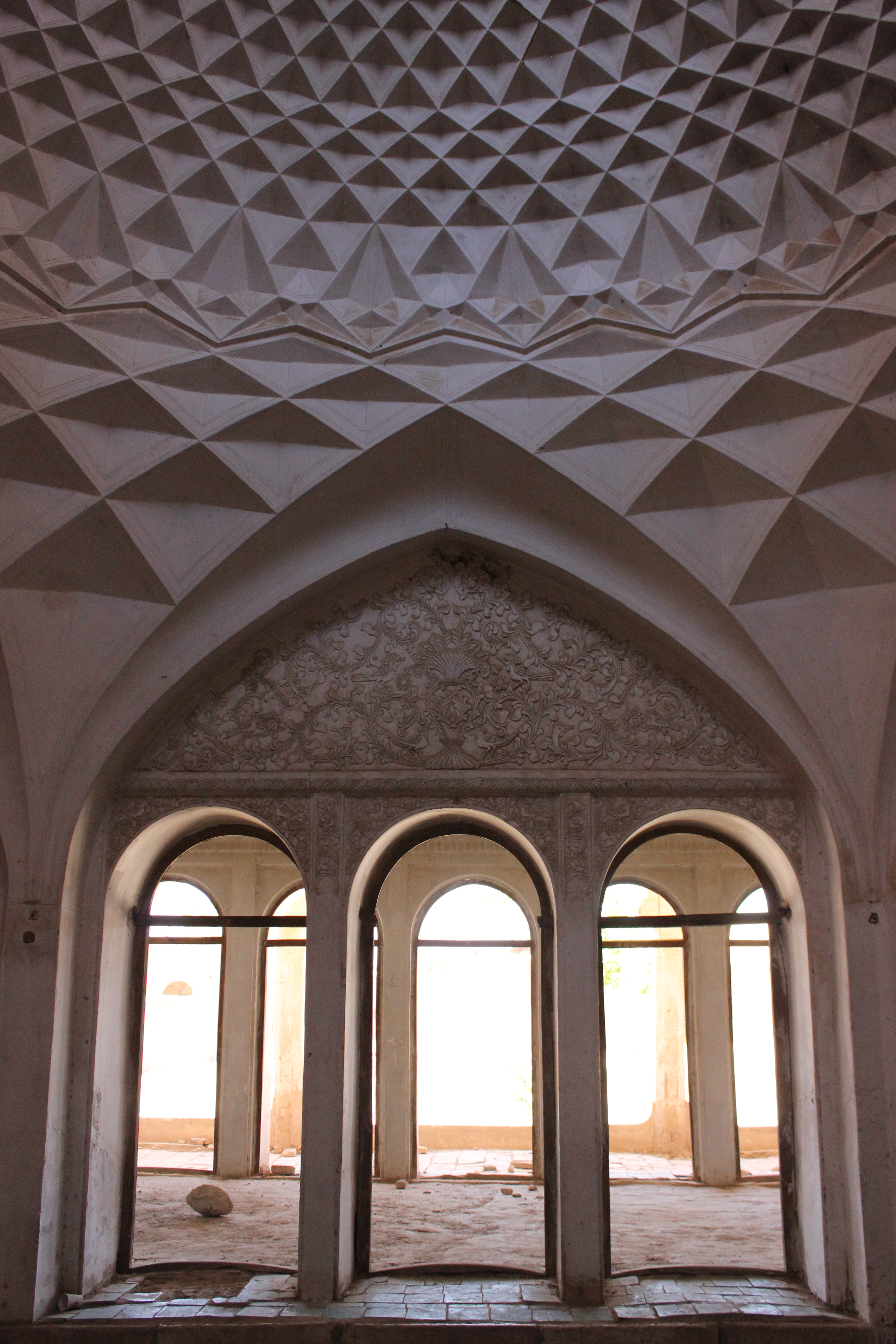
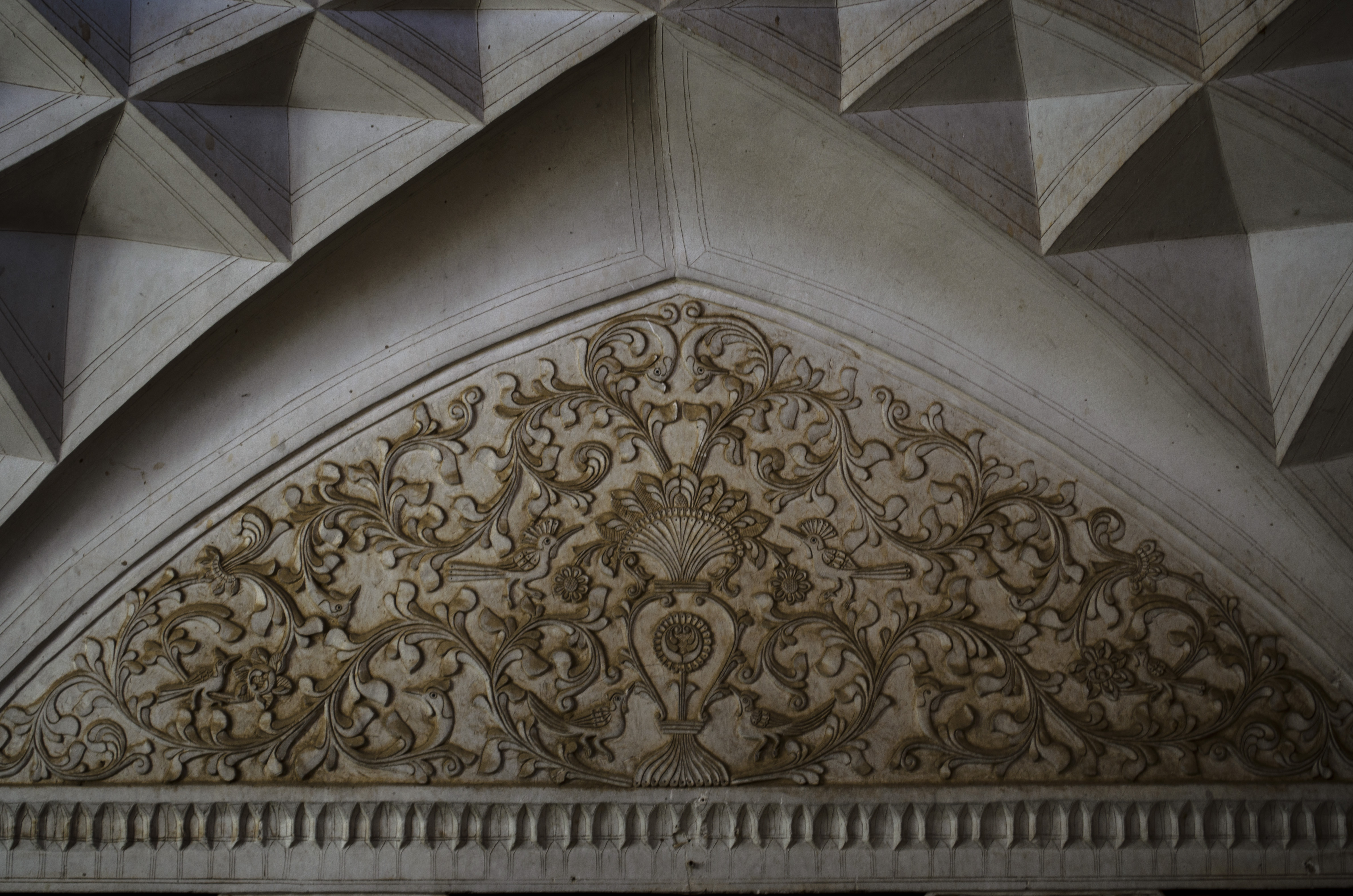
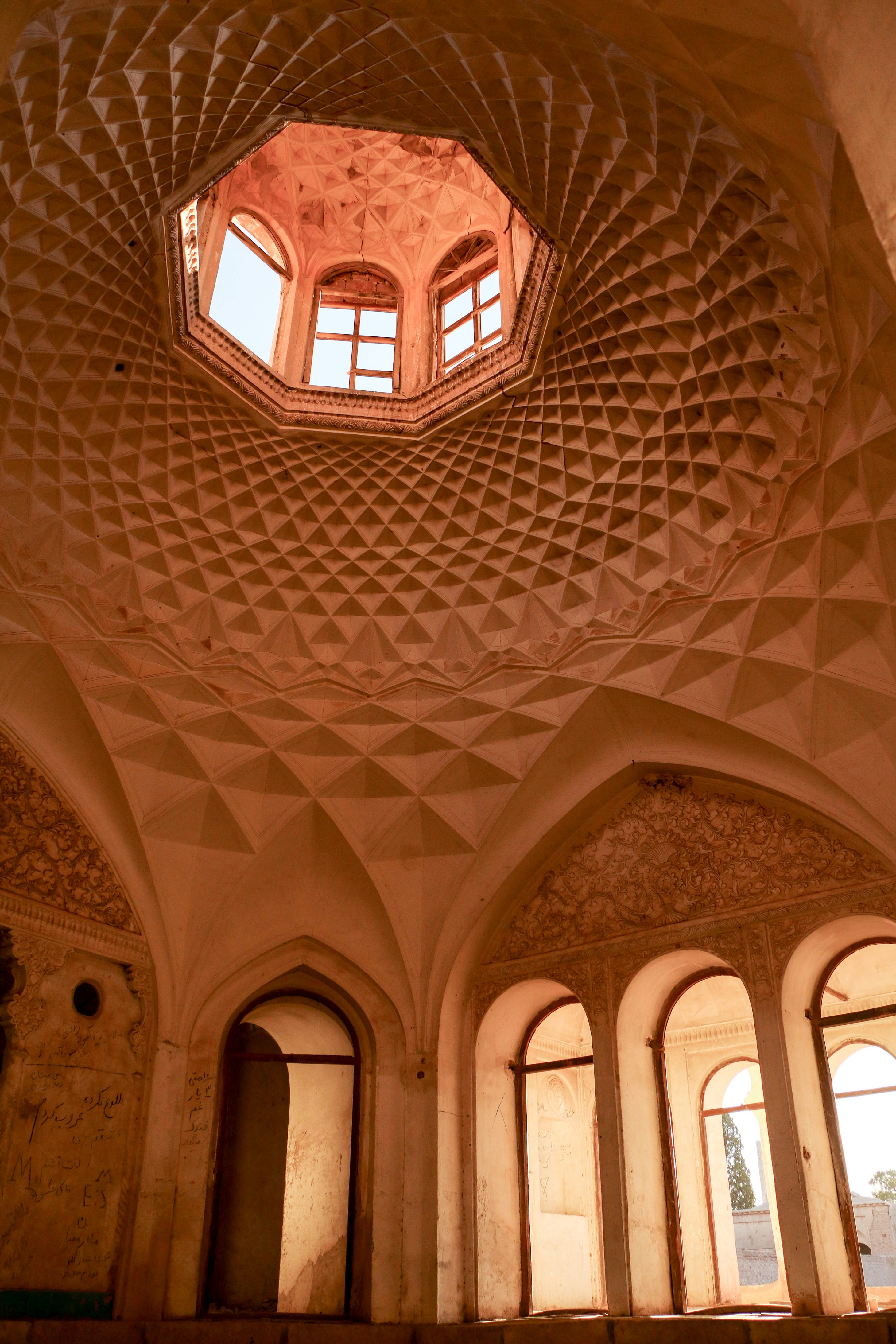
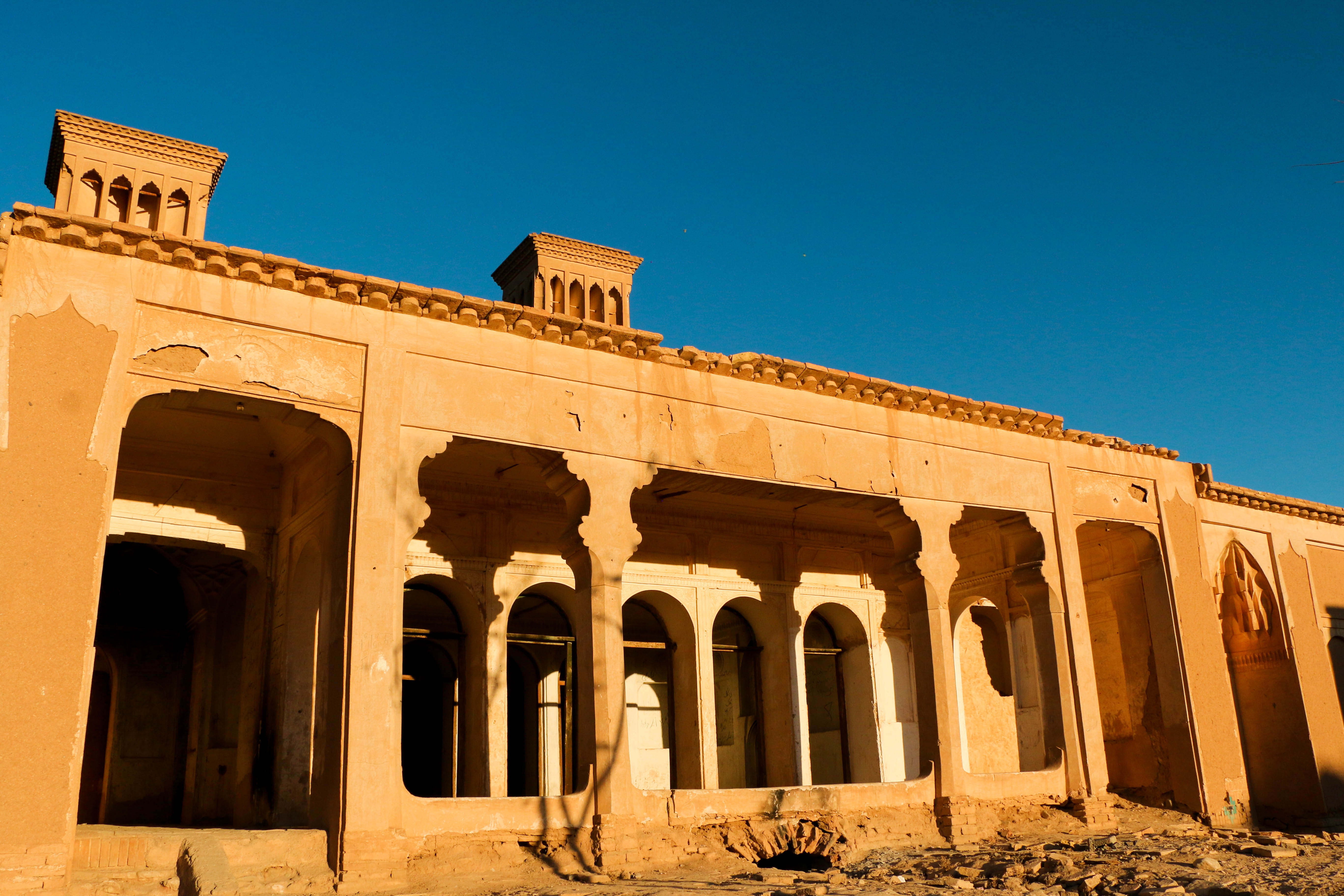
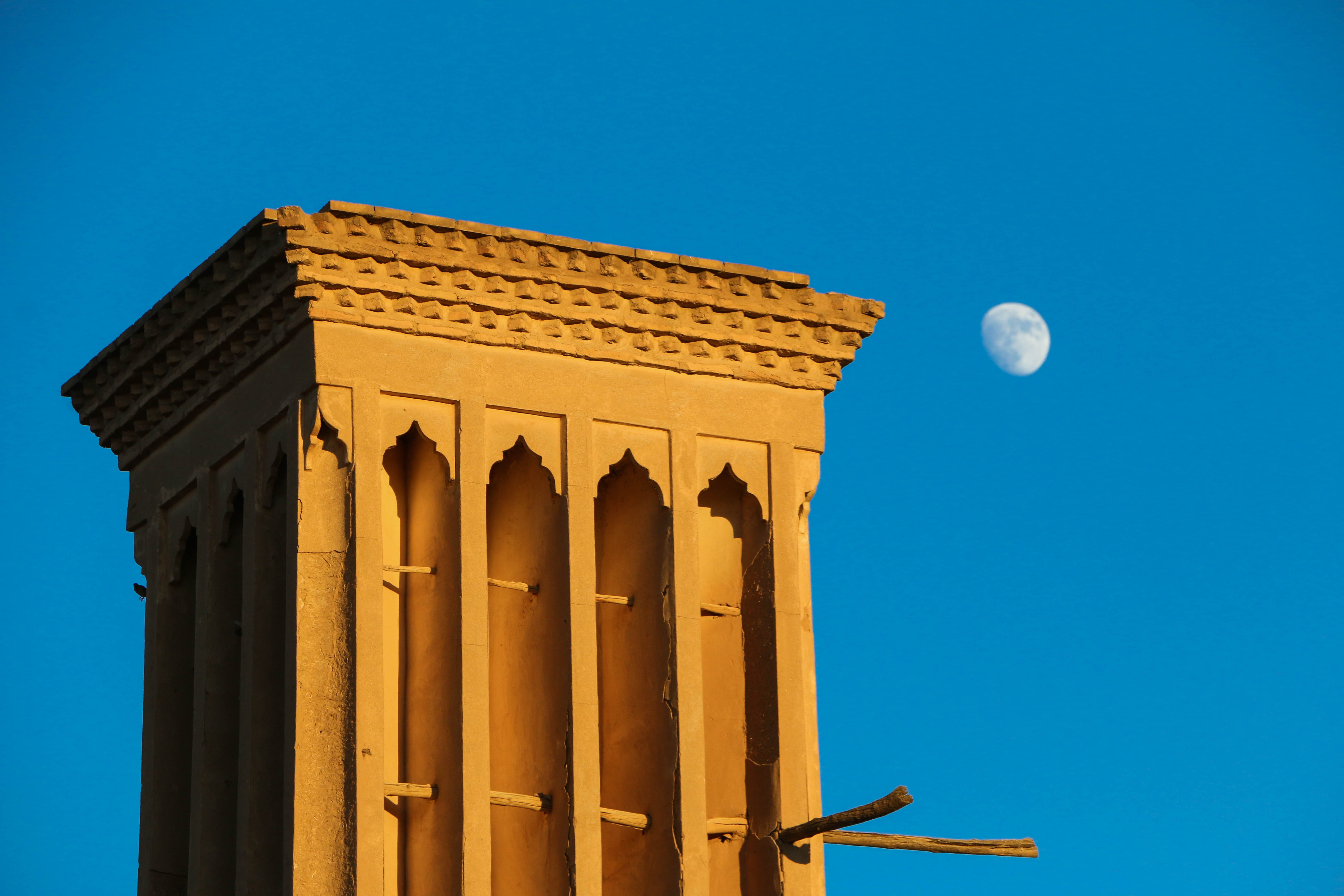
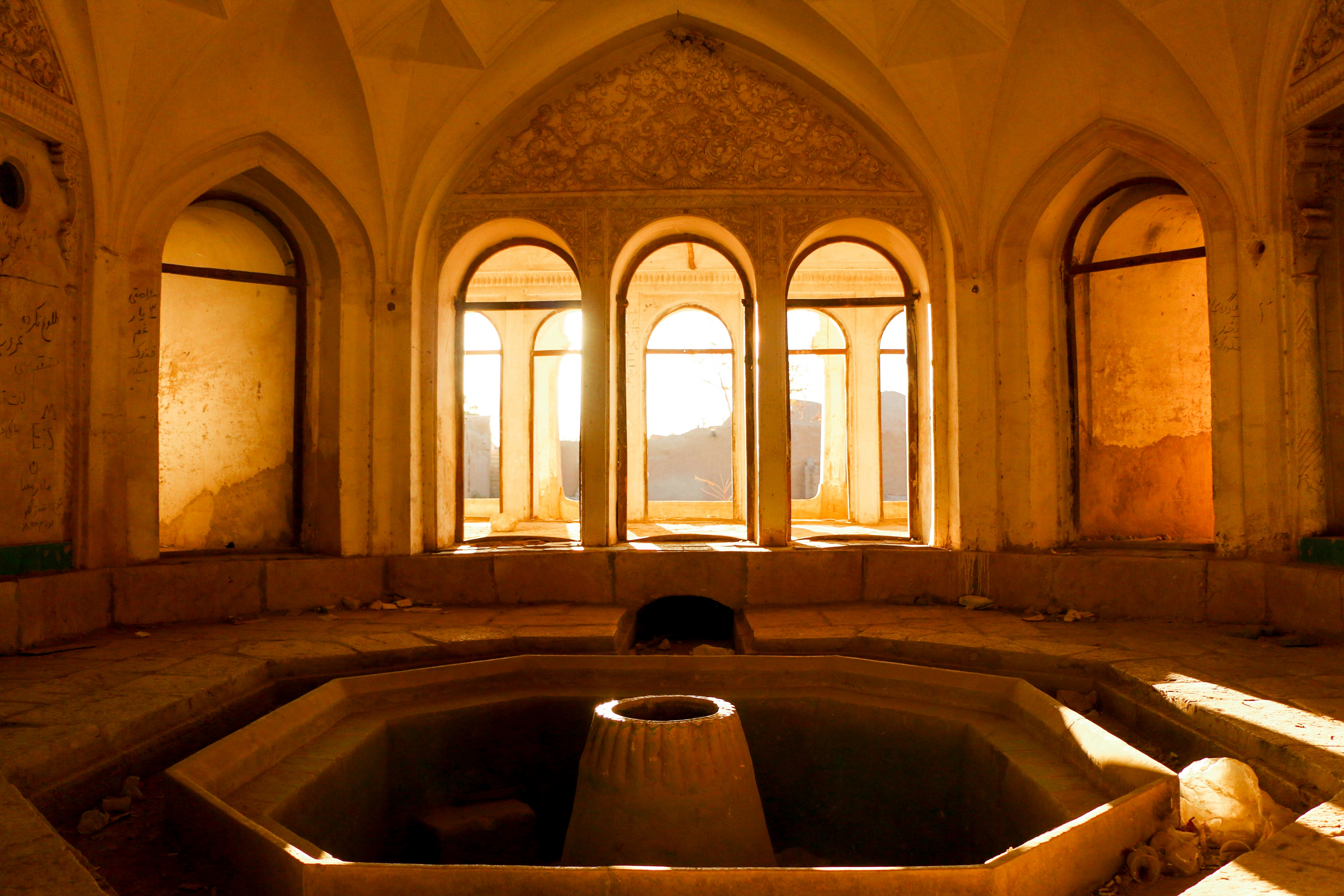
حوضخانه
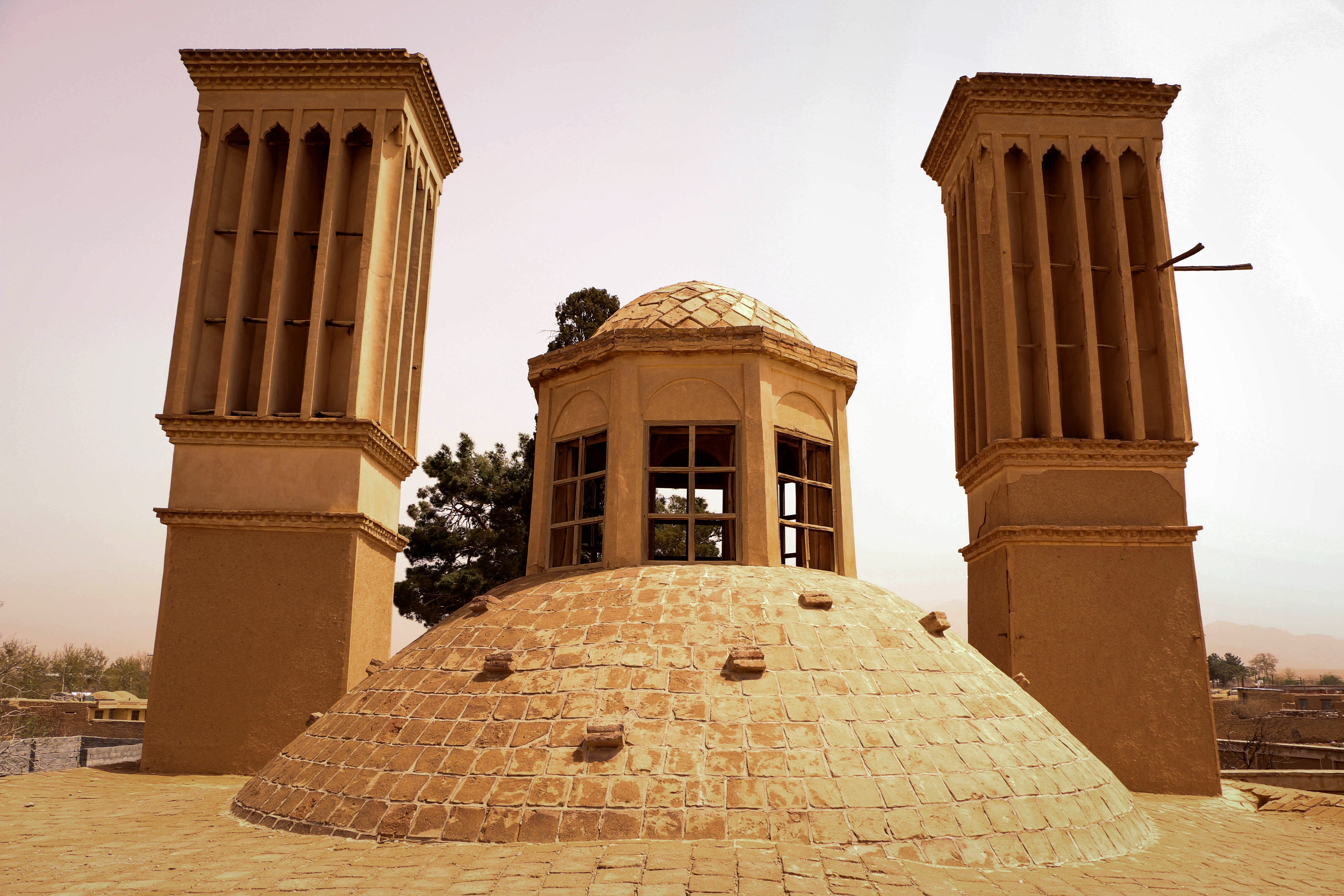
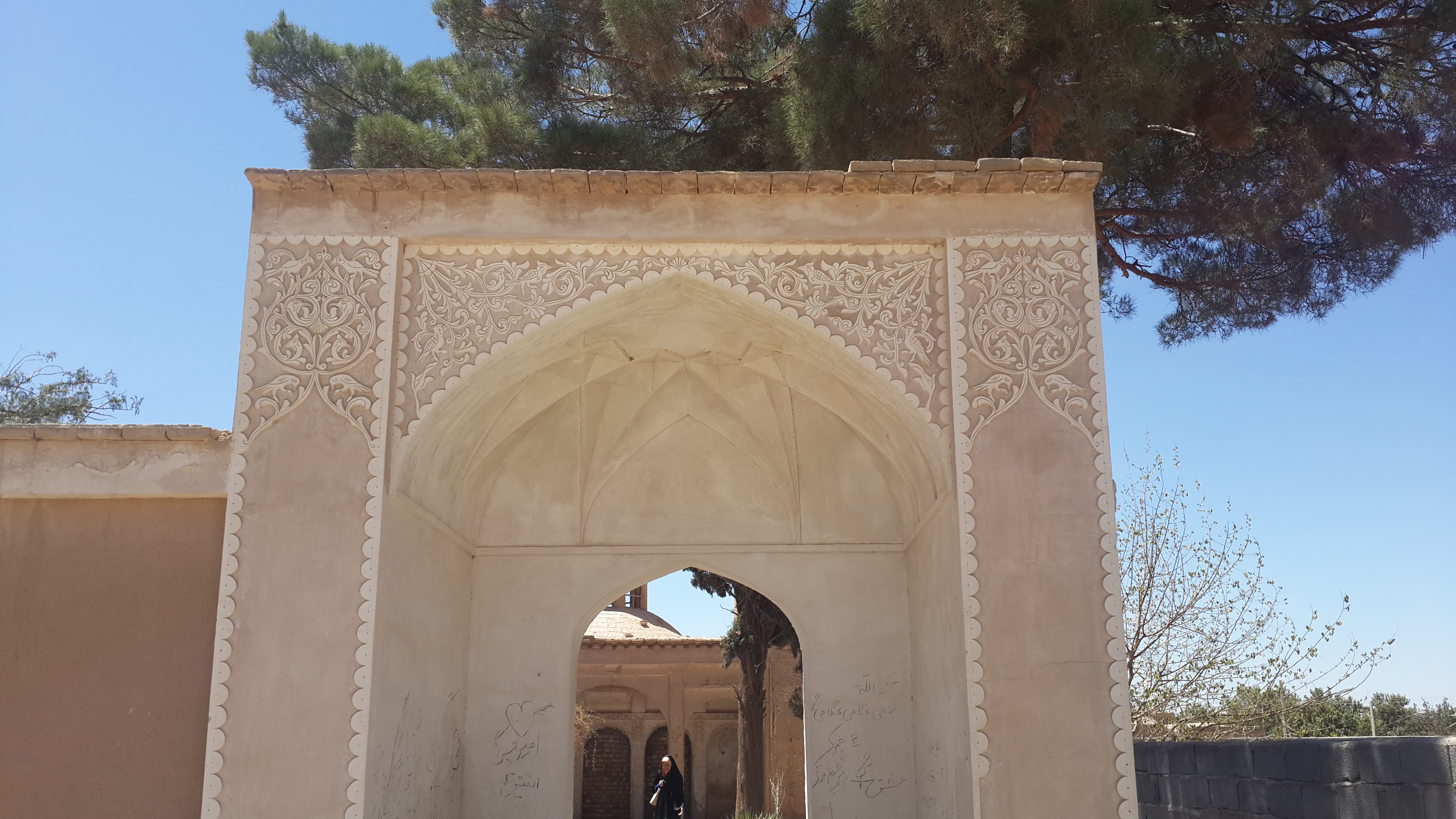
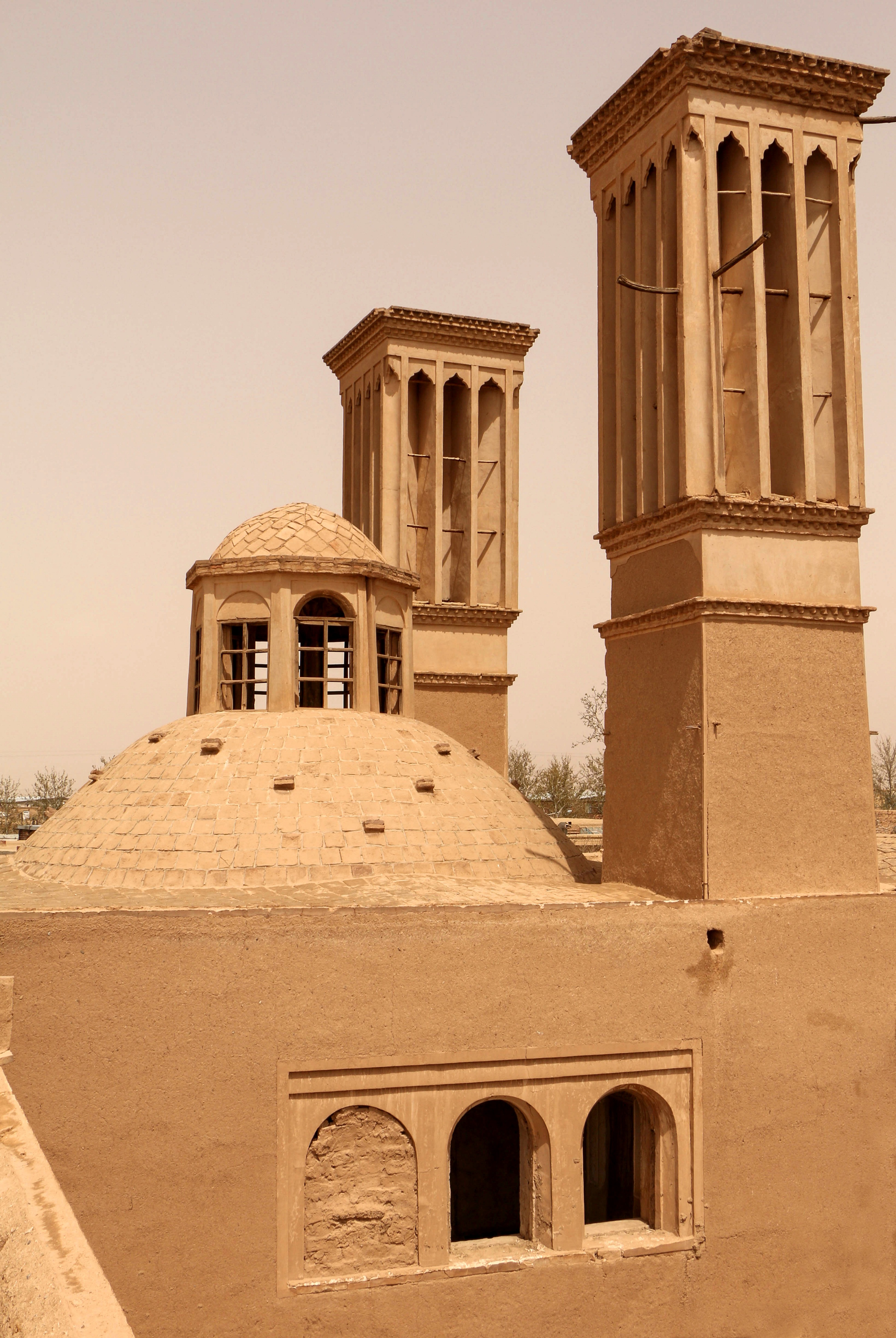
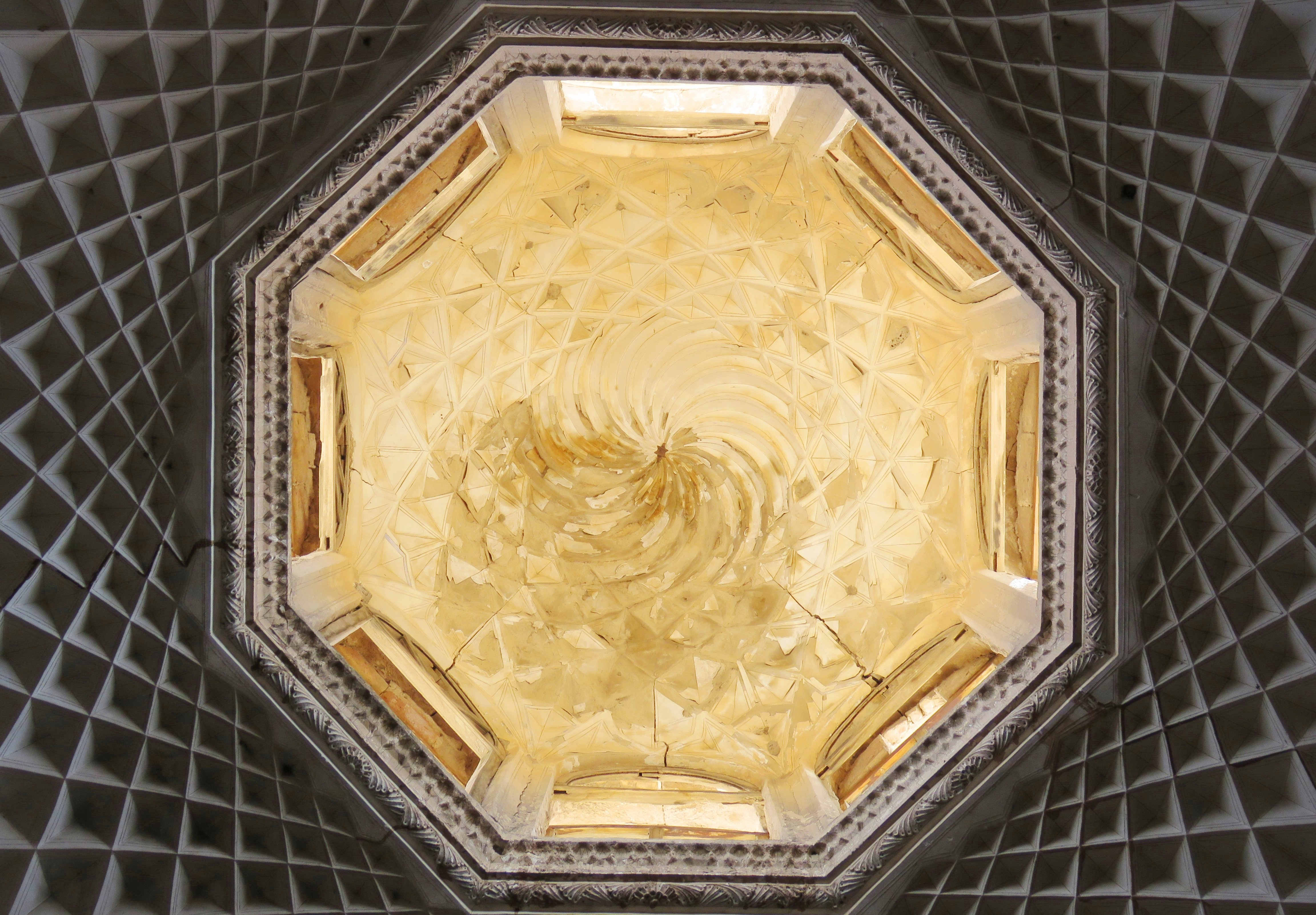
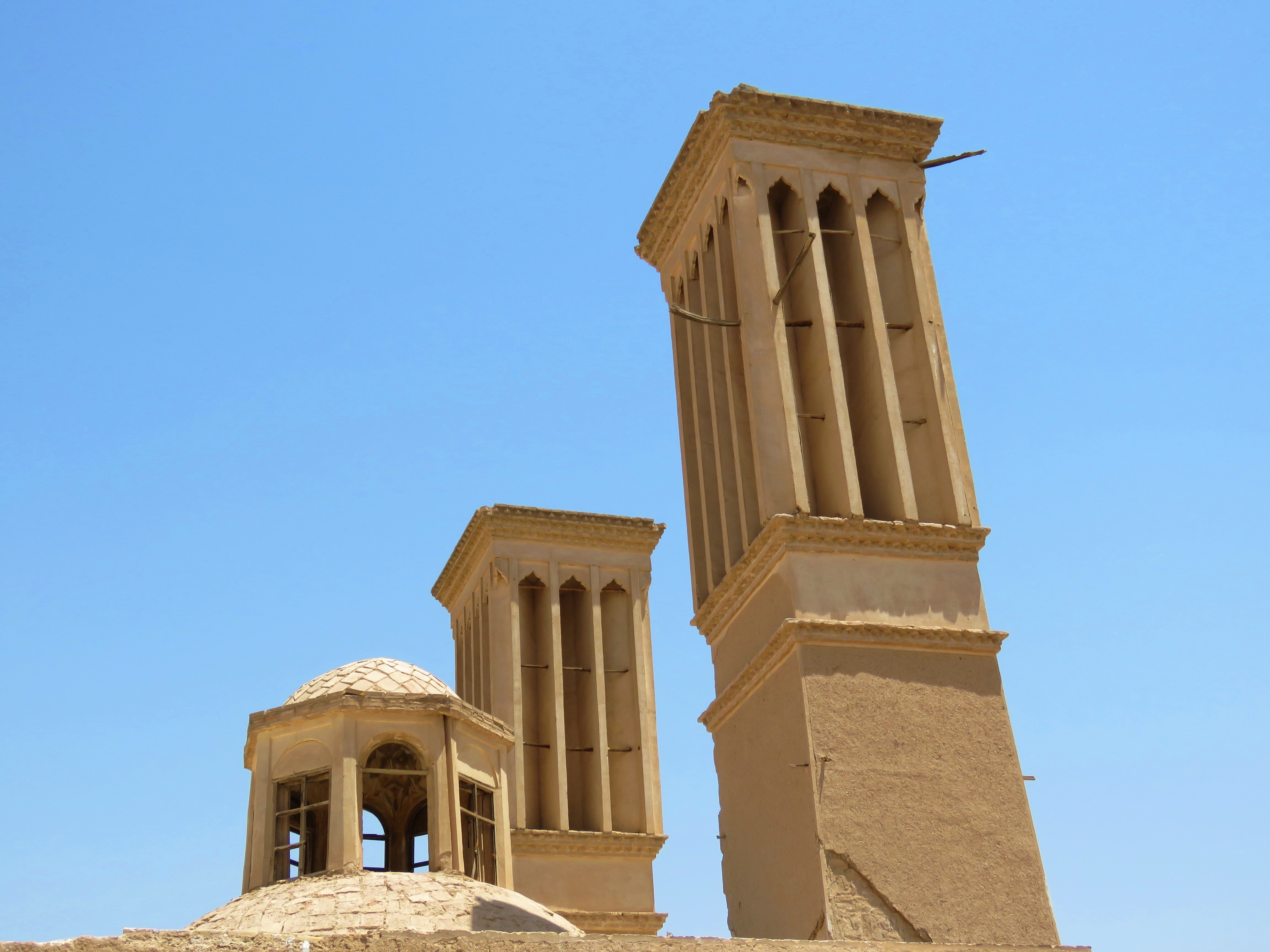
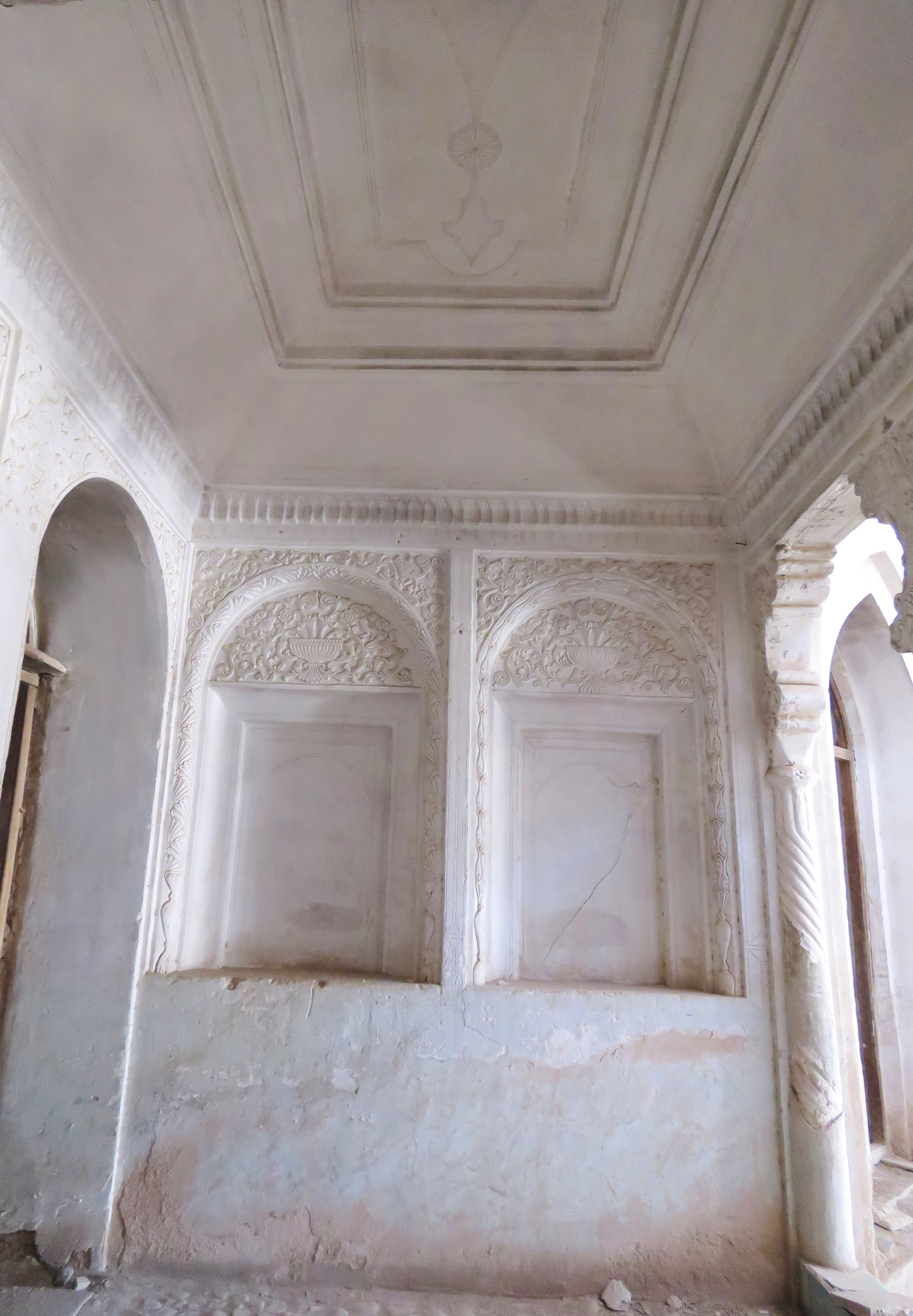
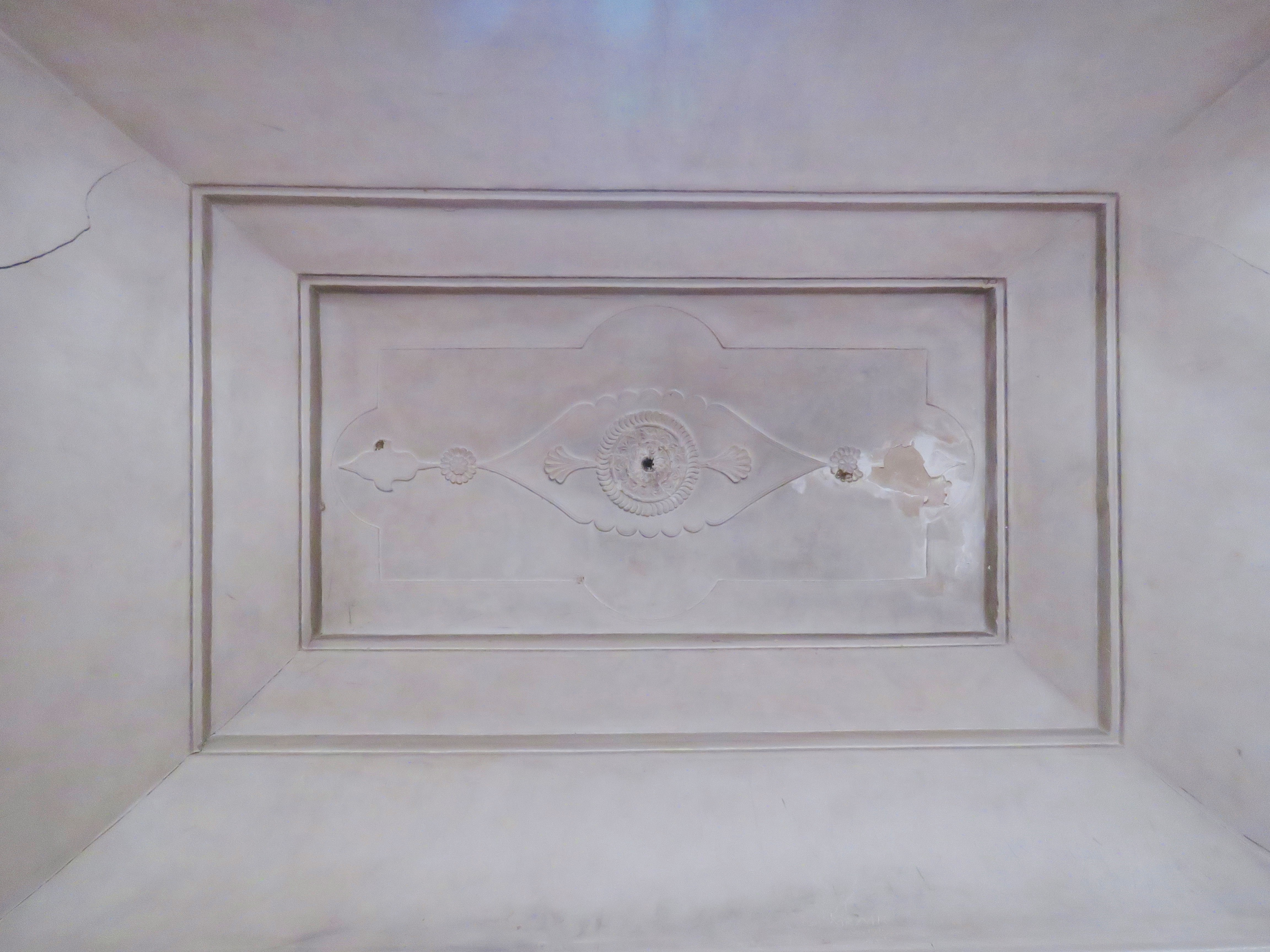
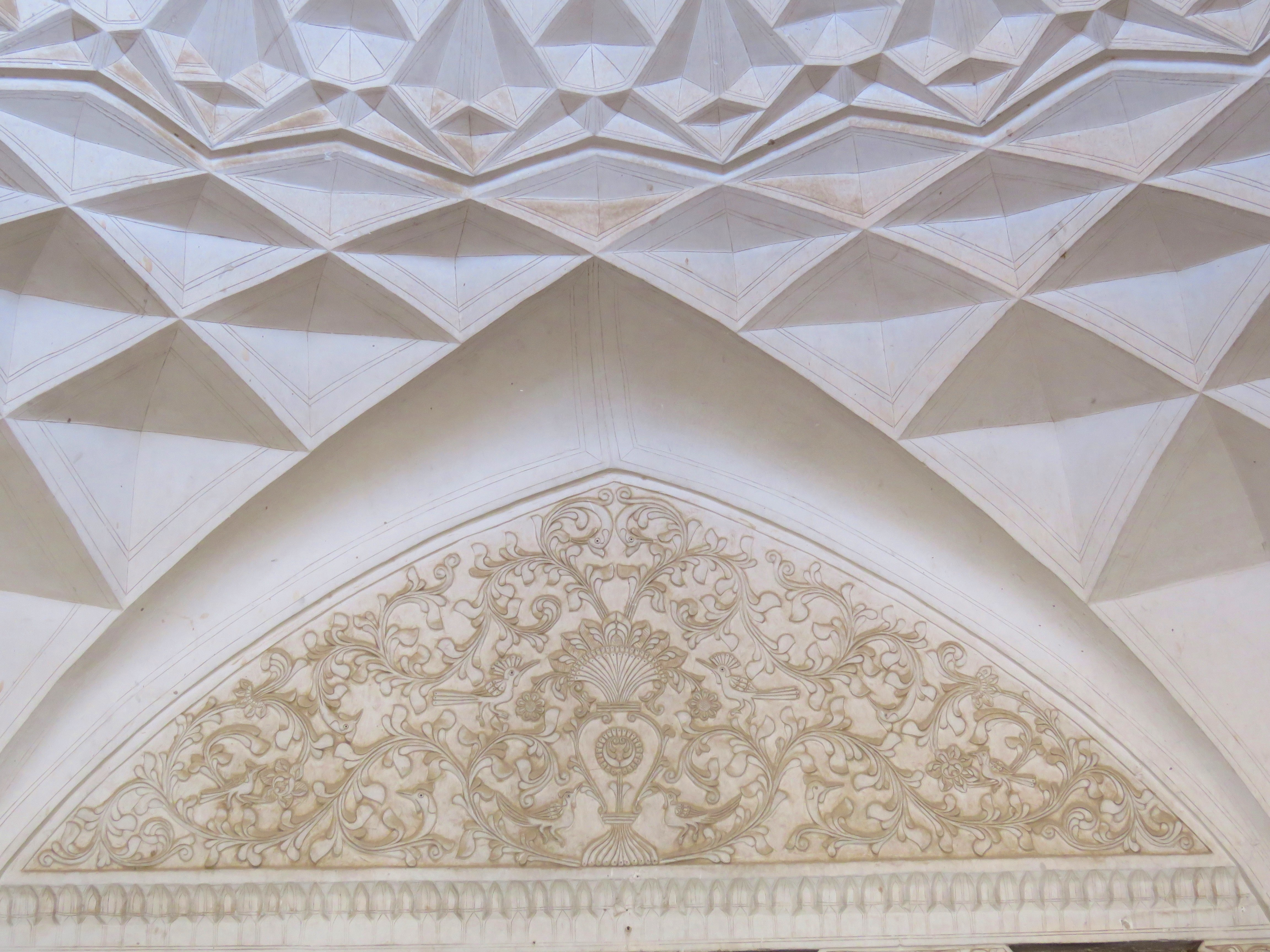